# Fotbal Club FCSB 2024-2025
Questa voce raccoglie le informazioni riguardanti il Fotbal Club FCSB nelle competizioni ufficiali della stagione 2024-2025.

## Stagione
Nella stagione 2024-2025 il FCSB disputa il campionato di Liga I, dopo il primo posto della stagione precedente.
Dopo una partenza simile alla stagione precedente, la squadra si riprende definitivamente a metà campionato e alla fine riesce a centrare il primo posto della stagione regolare e a guadagnare l'accesso alla Poule scudetto.
Durante la fase Poule scudetto il FCSB rimane imbattuto.Dopo il pareggio del CFR Cluj contro l'Universitatea Craiova, lo Steaua riesce a diventare Campione di Romania per la 28ª volta, con 3 giornate di anticipo.
In Coppa di Romania, il FCSB viene eliminato dall'Universitatea Craiova nella fase a gironi per 0-2.
In Europa supera il primo turno di qualificazione di Champions League vincendo per ben 11-1 contro il Virtus. Nel secondo turno riesce a strappare al Maccabi Tel Aviv una vittoria al ritorno per 1-0, dopo il sudato pareggio dell'andata(1-1). Nel terzo turno però vengono eliminati dal Sparta Praga per un totale di 4-3 tra andata e ritorno.

## Divise e sponsor
Lo sponsor tecnico per la stagione 2024-2025 è Nike, mentre il main sponsor è SuperBet.
| Manica sinistra · Maglietta · Manica destra · Pantaloncini · Calzettoni | Manica sinistra · Maglietta · Manica destra · Pantaloncini · Calzettoni | Manica sinistra · Maglietta · Manica destra · Pantaloncini · Calzettoni |